# Kumejima
Kumejima (久米島町, Kumejima-chō) est un bourg du district de Shimajiri, situé dans la préfecture d'Okinawa, au Japon. Son nom okinawaïen est Kumijima.

## Géographie

### Situation
Le bourg de Kumejima est situé principalement sur Kume-jima, à environ 90 km à l'ouest de l'île d'Okinawa, au Japon. Ō-jima, Ōha-jima, Tori-shima et Iōtori-shima font également partie du bourg.

### Démographie
Au 30 novembre 2024, la population de Kumejima s'élevait à 7 149 habitants répartis sur une superficie de 63,65 km2.

### Climat
| Mois                                             | jan.      | fév.    | mars      | avril     | mai       | juin      | jui.      | août      | sep.      | oct.      | nov.      | déc.      | année     |
| ------------------------------------------------ | --------- | ------- | --------- | --------- | --------- | --------- | --------- | --------- | --------- | --------- | --------- | --------- | --------- |
| Température minimale moyenne (°C)                | 14,6      | 14,8    | 16,3      | 19        | 21,8      | 25,1      | 26,7      | 26,5      | 25,3      | 23,2      | 20,3      | 16,6      | 20,8      |
| Température moyenne (°C)                         | 17        | 17,3    | 19        | 21,5      | 24,2      | 27,2      | 29        | 28,9      | 27,7      | 25,3      | 22,4      | 19        | 23,2      |
| Température maximale moyenne (°C)                | 19,5      | 20      | 21,8      | 24,3      | 27        | 29,9      | 32        | 31,8      | 30,5      | 27,9      | 24,9      | 21,4      | 25,9      |
| Record de froid (°C) date du record              | 2,9 1963  | 4 1963  | 3,2 1963  | 6,8 1974  | 12,9 1971 | 16,4 1993 | 20,4 1976 | 19,8 1964 | 15,5 1972 | 11,6 1972 | 9 1995    | 5,4 1967  | 2,9 1963  |
| Record de chaleur (°C) date du record            | 27,4 1998 | 27 2009 | 28,7 1998 | 30,2 2019 | 32,1 2016 | 33,7 2015 | 34,7 2007 | 35,3 2017 | 34,5 2017 | 32,4 2009 | 30,2 2008 | 29,4 2018 | 35,3 2017 |
| Ensoleillement (h)                               | 75,2      | 80,1    | 107,6     | 118,4     | 136,2     | 158,9     | 250,3     | 231,9     | 198,6     | 162,3     | 108,3     | 89,9      | 1 717,8   |
| Précipitations (mm)                              | 138,3     | 141,2   | 195,5     | 196,8     | 260,3     | 307,4     | 154,4     | 197,7     | 235,6     | 152,7     | 129,6     | 134       | 2 243,5   |
| Nombre de jours avec précipitations              | 12,7      | 11,7    | 13        | 11,5      | 12        | 11,2      | 7,9       | 9,8       | 10,6      | 8,6       | 9         | 10,7      | 128,6     |
| dont nombre de jours avec précipitations ≥ 10 mm | 4,6       | 4,3     | 5,5       | 5,7       | 6,5       | 6,8       | 3         | 3,8       | 4,4       | 3,8       | 3,5       | 4,6       | 56,6      |
| Humidité relative (%)                            | 68        | 70      | 73        | 76        | 80        | 84        | 80        | 80        | 78        | 73        | 70        | 68        | 75        |
| Nombre de jours d'orage                          | 0         | 0,3     | 0,7       | 1         | 0,9       | 1,7       | 1,3       | 1,2       | 1,3       | 0,1       | 0,2       | 0,3       | 9,3       |
| Nombre de jours avec brouillard                  | 0         | 0       | 0,1       | 0,2       | 0,2       | 0,1       | 0,1       | 0         | 0         | 0,1       | 0         | 0         | 0,8       |

| Diagramme climatique                                  |             |               |             |             |               |             |               |               |               |               |             |
| J                                                     | F           | M             | A           | M           | J             | J           | A             | S             | O             | N             | D           |
| 19,514,6138,3                                         | 2014,8141,2 | 21,816,3195,5 | 24,319196,8 | 2721,8260,3 | 29,925,1307,4 | 3226,7154,4 | 31,826,5197,7 | 30,525,3235,6 | 27,923,2152,7 | 24,920,3129,6 | 21,416,6134 |
| Moyennes : • Temp. maxi et mini °C • Précipitation mm |             |               |             |             |               |             |               |               |               |               |             |

## Transports
Kumejima est accessible par avion et par ferry.

## Personnalités liées à la municipalité
- Yoshio Kojima, humoriste de télévision.

## Patrimoine culturel et naturel
Le bourg de Kumejima compte soixante-et-un éléments désignés ou enregistrés comme patrimoine matériel, culturel ou naturel, au niveau national, préfectoral ou municipal. 
- Nom (japonais) (type d’enregistrement)

### Patrimoine matériel
- Boite extérieure ronde laquée de noir avec des motifs de chrysanthèmes, fleurs, oiseaux et insectes, technique chinkin (黒塗菊花鳥虫沈金丸外櫃?) (Préfectoral)
- Boite intérieure ronde laquée de vert avec des motifs de phénix et nuages, technique chinkin (緑塗鳳凰雲沈金丸内櫃?) (Préfectoral)
- Documents de la famille Uezu (上江洲家資料?) (Préfectoral)
- Murs de pierre de l’ancien kuramoto (bureau administratif) du magiri de Nakazato (旧仲里間切蔵元石牆?) (National)
- Peinture : fleurs et oiseaux, couleurs sur soie, par Son'oku (絹本着色花鳥図孫億筆?) (Préfectoral)
- Pierre d’ancre du château d’Uegusuku (宇江城城跡の碇石?) (Municipal)
- Portrait de Kikumura Keisō (Katami Jitudē), couleurs sur papier (紙本着色喜久村絜聡(片目地頭代)像?) (Préfectoral)
- Registres de criminalité (科人公事帳?) (Municipal)
- Registres officiels des villages du magiri de Kume Nakazato (久米仲里間切諸村公事帳?) (Municipal)
- Registres officiels du magiri de Kume Nakazato (久米仲里間切公事帳?) (Municipal)
- Résidence de la famille Uezu (上江洲家住宅?) (National)
- Sanctuaire Tenkō-gū (天后宮?) (Préfectoral)
- Tombe de Kominato Matsubara (小港松原墓?) (Municipal)

### Patrimoine ethnologique
- Pierre ishigantō de Taizan (泰山石敢當?) (Municipal)

### Sites historiques
- Amas coquillier de Shimojibaru (下地原貝塚?) (Municipal)
- Amas coquillier d’Ōhara de l’île de Kume (久米島大原貝塚?) (Préfectoral)
- Littoral de Yamato Tomari (大和泊海岸?) (Municipal)
- Namida ishi (le rocher des larmes) (涙石?) (Municipal)
- Pierre Utida (ウティダ石?) (Préfectoral)
- Pierre Utida de Shimajiri (島尻のウティダ石?) (Municipal)
- Rocher Ishidōnī (石塘根?) (Municipal)
- Sanctuaire Hōtoku Jinja (報徳神社?) (Municipal)
- Sanctuaire Nana Utaki Jinja (七嶽神社?) (Municipal)
- Site archéologique de la grotte de Shimojibaru (下地原洞穴遺跡?) (Municipal)
- Site archéologique de Shimojibaru (下地原遺跡?) (Municipal)
- Site archéologique d’Hantabaru (ハンタ原遺跡?) (Municipal)
- Site du bureau des tours de guet (遠見番所跡?) (Municipal)
- Site du château de Chinaha (伊敷索城跡?) (Préfectoral)
- Site du château de Gushikawa (具志川城跡?) (National)
- Site du château de Suhara (スハラ城跡・塩原城跡?) (Municipal)
- Site du château de Tonnaha (登武那覇城跡?) (Municipal)
- Site du château d’Uegusuku (宇江城城跡?) (National)
- Site du kuramoto (bureau administratif) du magiri de Gushikawa (具志川間切蔵元跡?) (Municipal)
- Site du kuramoto (bureau administratif) du magiri de Nakazato (仲里間切蔵元跡?) (Préfectoral)
- Site rituel de Dakidun Uganju et son figuier des banians géant (武富拝所と大ガジュマル?) (Municipal)
- Site sacré de Chinpē Dunchi (君南風殿内?) (Municipal)
- Site sacré de Kanegusuku Utaki et sa et communauté végétale (兼城御嶽と植物群落?) (Municipal)
- Tombe en pierres de Shimajiri (島尻の石墓?) (Municipal)
- Tour de feu d’alerte de Sonami (ソナミの烽火台?) (Municipal)

### Lieux de beauté pittoresque
- Chute d’eau d’Aka-no-Higemizu  (阿嘉のひげ水?) (Municipal)
- Colline Aka-gurushi (阿嘉黒石?) (Municipal)
- Falaise d’Hiyajō-banta  (比屋定バンタ?) (Municipal)
- Forêt d’Ueda (上田森?) (Municipal)
- Littoral de Tokujimu et zone des galets d’andésite (トクジム海岸と一帯の安山岩?) (Municipal)

### Monuments naturels
- Badamier (Terminalia catappa) de Gima Shiradōgura (儀間志良堂蔵のコバテイシ?) (Municipal)
- Badamier (Terminalia catappa) et digitale variée (Erythrina variegata) du site rituel de Nangijō (南謝門のコバテイシとデイゴ?) (Municipal)
- Badamiers (Terminalia catappa) et figuiers des banians (Ficus benghalensis) de l’école primaire de Kumejima (久米島小学校のコバテイシとガジュマル?) (Municipal)
- Badamiers (Terminalia catappa) et figuiers des banians (Ficus benghalensis) de l’école primaire de Nakazato (仲里小学校のコバテイシとガジュマル?) (Municipal)
- Communauté végétale de la zone d’Ūrii Utaki (ウーリー御嶽一帯の植物群落?) (Municipal)
- Formation rocheuse dite tatami-ishi de l’île de Ou (久米島町奥武島の畳石?) (National)
- Œillet superbe (Dianthus superbus)  (カワラナデシコ?) (Municipal)
- Pin Goeda-no-matsu de Kume (久米の五枝のマツ?) (National)
- Pin solitaire de Kumibaru Utaki (米原御嶽の一本松?) (Municipal)
- Pin solitaire de Sesu (瀬寿の一本松?) (Municipal)
- Rangée de beaux fukugi de Maja (真謝のチュラフクギ?) (Préfectoral)
- Rangée de pins de Takinda (タキンダの松並木?) (Municipal)
- Roche-mère de la zone de l’ikkachi (mur de pêche) (イッカチ（魚垣）一帯の岩石?) (Municipal)
- Rocher Anmāgusuku (天宮城?) (Municipal)
- Rocher Tachijami (タチジャミ?) (Municipal)
- Sagoutier (Cycas revoluta) géant d’Une  (宇根の大ソテツ?) (Préfectoral)
- Six pins d’Ikeda (池田の六本松?) (Municipal)